# Афродіта (газове родовище)
Афродіта (англ. Aphrodite) — офшорне газове родовище в Середземному морі, розташоване в економічних зонах Кіпру (переважно) та Ізраїлю. Знаходиться за 160 км на південь від Лімасола та за 30 км на захід від гігантського ізраїльського родовища Левіафан.
Відкрите 2011 року внаслідок буріння судном Noble Homer Ferrington у кіпрському секторі свердловини Cyprus A-1. Закладена в районі з глибиною моря 1689 метрів вона досягла рівня 5860 метрів нижче морського дна та відкрила газонасичений інтервал товщиною 94 метри в пісковиках епохи міоцену. У січні 2013-го те ж судно завершило в ізраїльському секторі (ліцензійна ділянка Ishai) в районі з глибиною моря 1707 метрів свердловину Aphrodite-2. Остання мала довжину 5652 метри та пройшла газонасичений інтервал товщиною лише 15 метрів, що розцінили як поганий результат. Того ж року бурове судно Ensco 5006 пробурило у водах Кіпру оціночну свердловину Cyprus A-2, яку заклали в районі з глибиною 1699 метрів та довели до позначки у 5750 метрів. Після цього ресурси Афродіти оцінили від 102 до 169 млрд м3 газу (із середнім значенням у 141 млрд м3).
З 2015 року правами на проект володіють компанії Noble Energy та British Gas (по 35 %), а також Delek Drilling та Avner Oil Exploration (по 15 %).
Станом на 2017 рік проект розробки не було затверджено. Окрім постачання газу для потреб Кіпру, існують декілька принципових схем експорту продукції, включаючи подачу газу на єгипетський завод з виробництва зрідженого газу Ідку ЗПГ (належить компанії Shell, яка також володіє згаданою вище BG), спорудження газопроводу до Європи та встановлення плавучого заводу із зрідження газу (FLNG).